# Прияркова вулиця
Прия́ркова ву́лиця — зникла вулиця, що існувала в Подільському районі міста Києва, місцевість Вітряні гори. Пролягала від Зустрічної вулиці.

## Історія
Вулиця виникла в 1-й половині XX століття під назвою 87-а Нова. Назву Прияркова вулиця отримала 1944 року.
Ліквідована у зв'язку зі зміною забудови наприкінці 1970-х — на початку 1980-х років.